# Jensen Daggett
Jensen Daggett, właściwie Jennifer Daggett (ur. 24 czerwca 1969 w Connecticut) – amerykańska aktorka filmowa i telewizyjna.

## Życiorys
Urodziła się w Connecticut. Uczęszczała do Agoura High School w Agoura Hills w Kalifornii. Po osiemnastych urodzinach Daggett przeprowadziła się do Los Angeles, by studiować aktorstwo w konserwatorium Stelli Adler. W wieku osiemnastu lat znalazła się na planie komediodramatu muzycznego Stevena Klovsa Wspaniali bracia Baker (The Fabulous Baker Boys, 1989) u boku Michelle Pfeiffer, Beau Bridgesa i Jeffa Bridgesa. Następnie zagrała postać Rennie Wickham w slasherze Piątek, trzynastego VIII: Jason zdobywa Manhattan (1989).
Gościła na małym ekranie w serialach: 21 Jump Street (1990), China Beach (1991) i Melrose Place (1992). W telewizyjnym dreszczowcu ABC Umrzeć przed świtem (Dead Before Dawn, 1993) z Cheryl Ladd pojawiła się jako Dana Shoreham. Wystąpiła także w serialach: Krok za krokiem (Step by Step, 1993) jako Bonnie, serialu NBC Matlock (1994) jako Sarah Eldridge, Pan Złota Rączka (1994-1995) jako Nancy Taylor, sitcomie NBC Will & Grace (1999) jako Grace Actor i Ostatni do wzięcia (1996-1997) jako Charlie McCarthy, dziewczyna Jonathana Eliota (Jonathan Silverman), a także komedii sportowej Johna Warrena Pierwsza liga III: Powrót do źródeł (1998) jako Maggie Reynolds. W 1999 z nieznanych przyczyn zerwała z zawodem aktorki.